# Jan Váně
Jan Váně (* 1976) je český sociolog a vysokoškolský učitel, od roku 2023 prorektor Západočeské univerzity v Plzni (ZČU). 

## Život
Narodil se v roce 1976. V roce 2001 absolvoval studium filozofie a regionálních studií na Masarykově univerzitě. O dva roky později získal po absolvování rigorózní zkoušky na Filozofické fakultě Masarykovy univerzity rovněž titul doktora filozofie v oboru filozofie a v roce 2007 zde získal v tomtéž oboru také titul Ph.D. V rámci doktorského studia strávil v letech 2003 až 2004 několik měsíců na Institutu pro filozofii na univerzitě Gottfried Wilhelm Leibniz Universität Hannover v Hannoveru. V roce 2006 začal pracovat na Západočeské univerzitě v Plzni.
V roce 2013 se habilitoval v oboru sociologie na Fakultě sociálních studií Masarykovy univerzity a téhož roku se stal také vedoucím Katedry sociologie Fakulty filozofické Západočeské univerzity (FF ZČU). V roce 2019 absolvoval stáž na Metropolitní univerzitě v Oslu. V roce 2022 byl jmenován profesorem v oboru sociologie na Filozofické fakultě Univerzity Palackého (FF UP). V roce 2023 se stal prorektorem Západočeské univerzity pro vnější vztahy a komunikaci, přičemž zároveň skončil ve funkci vedoucího Katedry sociologie.
Ve své odborné činnosti se Váně zabývá tématy jako sociologie náboženství nebo politická filozofie, dále se zabývá metodologií sociologie, teorií sociologie a kvantitativním i kvalitativním výzkumem. Z hlediska konkrétních témat se zabývá zejména bezdomovectvím, náboženstvím, sociálními službami a vězeňstvím. Váňova publikace z roku 2018 s titulem Continuity and Discontinuities of Religious Memory in the Czech Republic byla Českou sociologickou společností byla hodnocena jako druhá nejlepší sociologická publikace v Česku zveřejněná v letech 2017 až 2019. Během své kariéry působil Váně také v různých vědeckých radách, jmenovitě je nebo byl členem vědecké rady FF ZČU, celé ZČU, FF UP, Teologické fakulty Jihočeské univerzity, Fakulty sociálních studií Masarykovy univerzity a vědecké rady Ústavu pro studium totalitních režimů. V listopadu 2024 se stal členem Rady pro výzkum, vývoj a inovace.

## Vybrané publikace
- Proměny spravedlnosti : pokus o typologii (2007)
- Komunita jako nová naděje? (2012)
- Soudobá sociologie VI. - Oblasti a specializace (2014)
- Náboženství za mřížemi: Stále(é) i nestálé (2023)
- Spiritualita v sociální práci se seniory (2023)